# Oldřiš (Krouna)
Oldřiš je vesnice v okrese Chrudim v Pardubickém kraji. V současnosti spadá pod obec Krouna. Počet obyvatel se pohybuje okolo 110. Průměrná nadmořská výška je 555 m. V obci pramení potok Žejbro, u Blížkovic se stává levým přítokem Novohradky. Za vesnicí stojí pomník, který připomíná letecké neštěstí, kdy 6. 9. 1929 zde zahynul kapitán Alfréd Soukup.

## Historie
První písemná zpráva pochází z roku 1392.
V lomu se v břidlici objevovala železná ruda s červeným a hnědým zabarvením. Ještě v polovině 20. století rostl v Oldřiši jilm, který byl nejstarším stromem tohoto druhu v rámci Pardubického kraje.
V obci se dodnes zachovaly roubené objekty lidové architektury. Zajímavý je nákres z roku 1893, který znázorňuje tzv. stolový nebo svatý kout ve světnici v Oldřiši. Nad stolem visely obrázky svatých, kříž a růženec.
Ves patřila pod rychmburské panství, její obyvatelé se v době roboty účastnili tzv. selských rebelií. Zabývali se zemědělstvím, prací v lese, vyšíváním a tkaním jutových koberců. Zvláštností bylo tkaní tzv. vanilkových látek, z nichž se upravovaly např. nástěnky s obrazy zvířat nebo lepší druhy koberců. Řemeslnickou dílnu zde měl kovář, truhlář, a obuvník.

## Potok Žejbro
Pramení jihozápadně od Oldříše. Délka toku (sjízdné) v km: 21. Horní úsek vytváří lehčí peřeje a často meandruje v lukách. Od Vrbatova Kostelece se potok zařezává do údolí a vytváří kaskády v prudkém spádu. Od Podskaly se proud uklidňuje, aby pak opět se opět zvýšil spád se skalními žebry a bloky a kaskádou pod jezem. Sjízdnost se dá posoudit i dle ostatní potoků v okolí - Krounka, Ležák. Pokud jsou sjízdné, je i tento.

## Církve
Obec Oldříš spadá správně pod katolickou farnost v Krouně a evangelický sbor Českobratrské církve evangelické v Krouně. Seniorát je poličský.